# فلنقتل الليلة
«فلنقتل الليلة» (بالإنجليزية: Let's Kill Tonight)‏ أغنية لفرقة الروك الأمريكية «بانيك! آت ذا ديسكو» صدرت يوم 29 غشت 2011 كثالث وآخر أغنية منفردة في ألبوم الاستوديو الثالث للفرقة «عادات سيئة وفضائل» (Vices & Virtues) (2011). أصدرت الفرقة يوم 23 غشت 2011 فيديو يظهر الفرقة تؤدي الأغنية في جولة. تم الكشف عن الأغنية وثلاث أغان أخرى يوم 1 فبراير 2011 حين عزفت الفرقة في صالة باوري الموسيقية بمانهاتن. سمعت نسخة الاستوديو أول مرة في الفلم القصير للفرقة «الافتتاحية»، وذلك قبل 9 أيام من صدور الألبوم.
صرح برندن يوري في مقابلة مع هوليواير تيفي بأن «كلمات الأغنية تتحدث عن المرح في ليلة مع الأصدقاء والاحتفال والإستمتاع بالوقت.»

## الفيديو الموسيقي
رفع الفيديو الموسيقي للأغنية على قناة الفرقة الرسمية على «يوتوب» يوم 23 غشت 2011، وتظهر فيه مقاطع للعروض المباشرة للفرقة بالأبيض والأسود. لم ترفع هذه المقاطع كفيديو رسمي للاغنية، لكن الفيديو الرسمي لا يزال لم يصدر. في ماي سنة 2018 بلغ عدد مشاهدات الفيديو 11000000 مشاهدة على «يوتوب».

## ردود الفعل
قال «مات جيمز» من مجلة «بوبماترز» أن «الأغنية تبين القوة الحقيقية لألبوم عادات سيئة وفضائل.» ظن «جوش هول» من مجلة «دراوند إن ساوند» أن «الأغنية مشجعة وفي نفس الوقت مزيلة للهموم،» لكنها «ليست جاذبة للانتباه مثل أي أغنية من ألبوم عادات سيئة وفضائل.» قامت «أول ميوزيك» باختيار الأغنية في مراجعتها للألبوم من بين أحسن أغانيه.

## قائمة الأغاني
كتب «برندن يوري» و «سبينسر سميث» الأغنية.
| 1. | "فلنقتل الليلة" | 3:34 |